# Musetto
Le musetto (musét en frioulan et muzeto en vénitien) est un type de saucisse similaire au cotechino et reconnu parmi les produits agroalimentaires traditionnels du Frioul-Vénétie julienne.

## Préparation
Le musetto tire son nom du type de viande utilisé ; fourré dans de l'intestin de porc naturel, contrairement au cotechino, les viandes utilisées pour confectionner le musetto sont la joue, la langue, le jarret, le museau, la couenne et tous les muscles, hachés et mélangés avec de la cannelle, du poivre, de la noix de muscade et d'autres épices selon la recette, comprenant souvent de la coriandre et des clous de girofle). Il acquiert de meilleures caractéristiques organoleptiques s'il est consommé après environ un mois de maturation.
Dans certaines régions du Frioul-Vénétie julienne, le musetto est soumis à une période de fumage qui peut durer jusqu'à douze heures. Pour cette opération, on utilise du borestai, c'est-à-dire des braises de bois sec qui ne libèrent pas de micelles de suie et qui assurent la formation d’une fine couche externe plus sèche que la farce.
La farce est obtenue en broyant ensemble la couenne, la viande du museau, le sel et le poivre. Elle est fourrée dans des boyaux légèrement plus petits que ceux utilisés pour le salami et légèrement plus grands que ceux utilisés pour les saucisses italiennes.
En règle générale, il est consommé cuit, bouilli dans de l'eau. Au cours de cette cuisson, l'eau est changée plusieurs fois (généralement 2 fois). En Vénétie, il est accompagné d'une purée de pommes de terre et d'une sauce au raifort. Il est parfois cuit dans la cendre, comme c'est déjà le cas pour le salami ; on le trouve aussi cuit au bain-marie.

## Histoire
Le musetto est un produit traditionnel du Frioul-Vénétie julienne, historiquement connu comme la saucisse frioulane la plus classique et fréquemment consommé avec de la brovada, un autre plat typiquement frioulan. Des recettes anciennes de la fabrication du musetto se trouvent dans le livre Nozioni pratiche per un possidente, agricoltore e padre di famiglia (Notions pratiques pour un propriétaire terrien, agriculteur et père de famille) de Bernardino Beretta, publié en 1851. La Carne suina nell’alimentazione tradizionale friulana (La Viande de porc dans le régime traditionnel frioulan) publié en 1929, est un autre livre historique dans lequel il est fait référence à la fabrication du musetto.